# El Sol Bípedo
El Sol Bípedo es una escultura monumental realizada por el artista húngaro Pierre Szekely como parte de la Ruta de la Amistad, un conjunto de 19 esculturas realizadas por artistas de diversas nacionalidades para conmemorar los Juegos Olímpicos de México 1968. La obra está instalada en la intersección del Anillo Periférico con Bulevar de la Luz, al sur de la Ciudad de México. Fue la quinta estación de la ruta y representó a Hungría en la exposición.
La escultura consiste en una estructura principal de 13 metros de alto hecha de concreto armado, compuesta por dos pilares con protuberancias, sobre los cuales está una placa horizontal curvada con un agujero en su centro. La estructura principal tiene una textura rugosa e inicialmente fue pintada de color terracota, pero en una restauración realizada el año 2000 el autor decidió repintarla de amarillo. En torno suyo se colocan tres pequeñas esferas con una hendidura en su lateral, pintadas de color blanco, rosa y morado. En 2018, con motivo del medio centenario de los Juegos Olímpicos de México, la escultura recibió un proceso de restauración mayor, el cual fue inaugurado por el embajador de Hungría.